# Klíny
Pour les articles homonymes, voir Kliny.
Klíny (en allemand : Göhren) est une commune du district de Most, dans la région d'Ústí nad Labem, en République tchèque. Sa population s'élevait à 159 habitants en 2021.

## Géographie
Klíny se trouve à 17 km au nord-nord-ouest de Most, à 36 km à l'ouest d'Ústí nad Labem et à 89 km au nord-ouest de Prague.
La commune est limitée par l'Allemagne à l'ouest et au nord-ouest, par Český Jiřetín au nord-est, par Meziboří à l'est, par Litvínov au sud, par Nová Ves v Horách au sud-ouest.

## Histoire
La première mention écrite de la localité date de 1355.

## Administration
La commune se compose de trois quartiers :
- Klíny
- Rašov
- Sedlo

## Transports
Par la route, Klíny se trouve à 21 km de Most, à 48 km d'Ústí nad Labem et à 105 km de Prague.